# Alte Salzstraße (Leipzig)

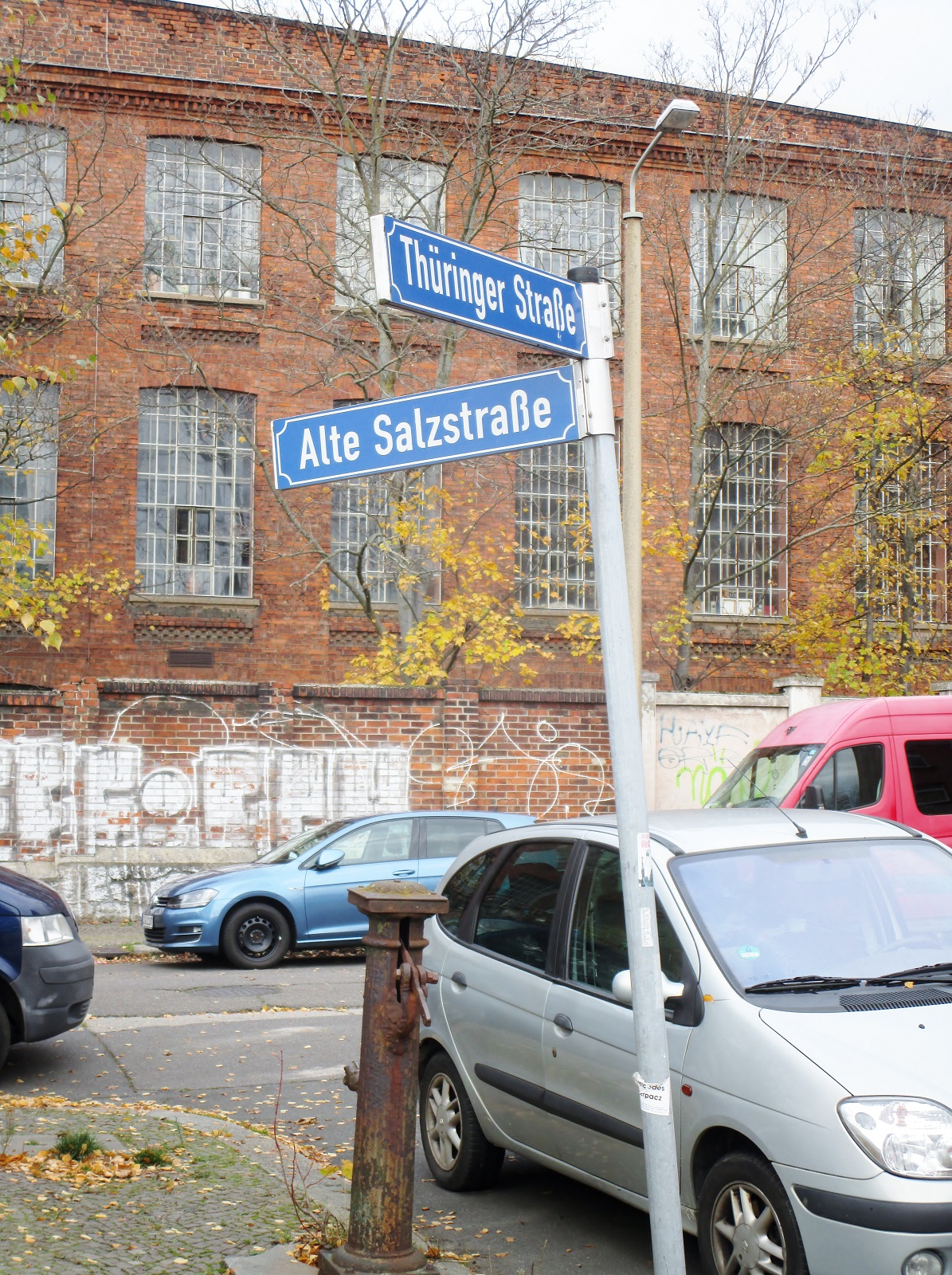
Beginn der Alten Salzstraße in Lindenau / Plagwitz (2021)

Alte Salzstraße ist ein Straßenname, der in den Leipziger Stadtbezirken Alt-West und West dreimal auftaucht. Die drei Teilstücke der Straße, mit Unterbrechungen dazwischen, liegen hintereinander und verlaufen, von der Leipziger Innenstadt aus gesehen, in westliche bis südwestliche Richtung und sind 420 Meter, 800 Meter und 2800 Meter lang. Nachdem es seit 1889 ähnliche Straßennamen in Plagwitz und Lindenau gab, wurde die jetzige Namensfestlegung 1980 getroffen.

## Geschichte

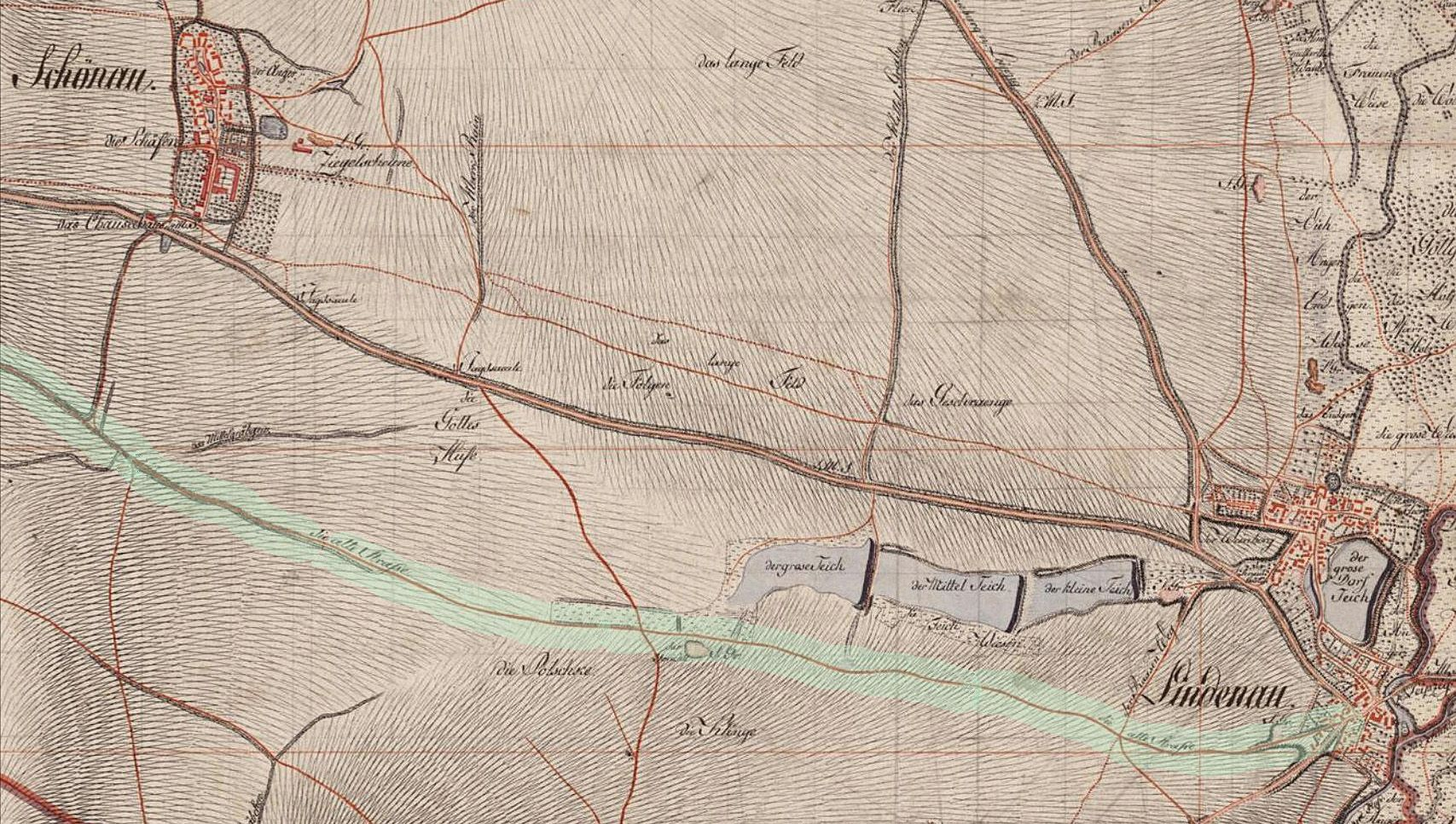
Verlauf der Alten Straße (markiert) auf einer Karte von 1806

Die Alte Salzstraße war früher die Lützner Land-, Post- und Heerstraße, die 1793 circa 600 Meter weiter nach Norden in den Verlauf der heutigen Lützner Straße verlegt wurde, die von Leipzig nach Lützen und weiter nach Weißenfels führt. Sie war Bestandteil der historischen Via Regia. Die Straße in ihrem alten Verlauf existierte nach 1793 als Alte Straße auf verschiedenen Karten weiter und bildete die Flurgrenze zwischen Plagwitz und Lindenau, Kleinzschocher und Schönau, Großmiltitz und Lausen. Aktenkundig ist belegt, dass sowohl auf der alten als auch auf der neuen Lützner Straße Salzfuhren von den Ende des 16. Jahrhunderts entstandenen Salinen Teuditz und Kötzschau (westlich von Markranstädt) und später auch von der Saline Dürrenberg nach Leipzig gegangen sind. Eine Salzstraße wie jene, die vom tausendjährigen Salzzentrum Halle (Saale) ausgingen, war die Straße aber nicht.

## Beschreibung der einzelnen Straßenabschnitte

### In Lindenau und Plagwitz

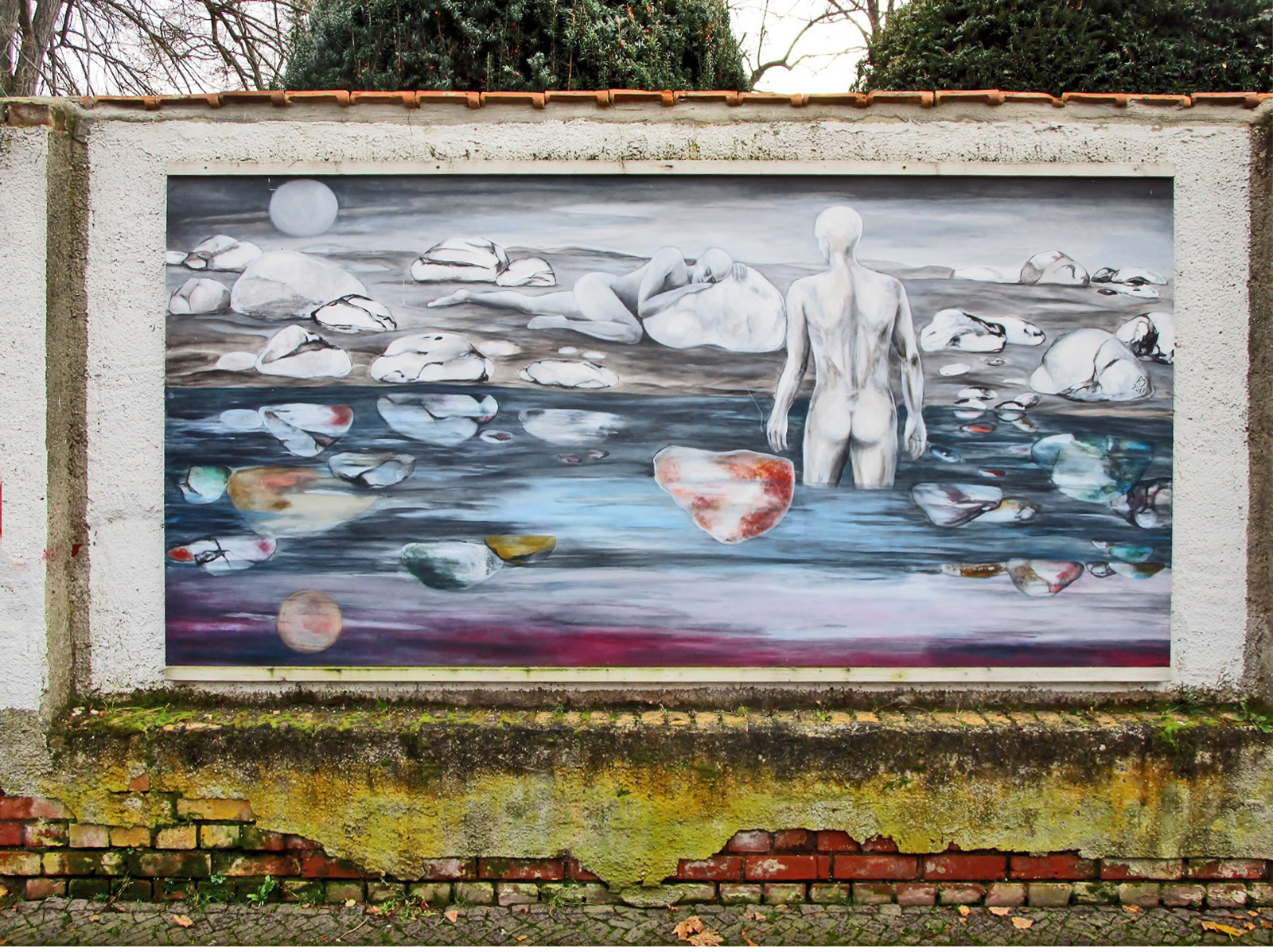
Teil der Freiluftgalerie an der Mauer des Plagwitzer Friedhofs (2021)

In Lindenau (ab 1992 Neulindenau) und Plagwitz liegt das kürzeste Stück von 420 Metern Länge. Die Straßenbenennungen erfolgten schrittweise 1889, 1909 und 1928. Der Straßenabschnitt war vormals Teilstück der Salzstraße beziehungsweise der Äußeren Salzstraße. Aktuell (2021) beginnt dieses Stück der Alten Salzstraße an der Thüringer Straße westlich des Plagwitzer Bahnhofs und endet abrupt an einem Werkstor. Auf der nordwestlichen Seite des Straßenabschnittes befinden sich die Leipziger Baumwollspinnerei, die von 1885 bis 1989 produzierte, auf der gegenüber liegenden südöstlichen Seite einige 2-geschossige Arbeiterwohnhäuser und dahinter der Plagwitzer Friedhof (seit 1885).
Das Gebiet mit den Arbeiterwohnhäusern, die bereits vor Gründung der Leipziger Baumwollspinnerei vom Plagwitzer Bauverein errichtet wurden, hieß im Volksmund Piependorf. Die hier wohnenden Frauen, die in der Spinnerei arbeiteten, sollen „alle Schürzen, lange Röcke und viele Kämme im Haar“ getragen haben. Auf dem Plagwitzer Friedhof sind noch die Grabstätten der Plagwitzer Fabrikantenfamilien, darunter Brehmer, Mey und Sack, erhalten. Für manche Besucher des Friedhofes soll der Weg durch das Piependorf zu einem Spießrutenlauf geworden sein, da die Piependorfer neugierig den Abglanz der großen Welt von draußen zu bestaunen suchten.
Heute werden die ehemaligen Industrieanlagen als Künstlerateliers, für Musiker („Bandhaus“) und Theater (LOFFT und andere) genutzt. Kunst wird hier auch an ungewöhnlichen Orten gezeigt, so in einer Freiluftgalerie an und auf dem Plagwitzer Friedhof. Die zum Theaterhaus umgebaute Halle 7 fand bei der Vergabe des Leipziger Architekturpreises zur Förderung der Baukultur 2021 eine lobende Erwähnung. (W&V Architekten, Leipzig)

### In Grünau-Ost

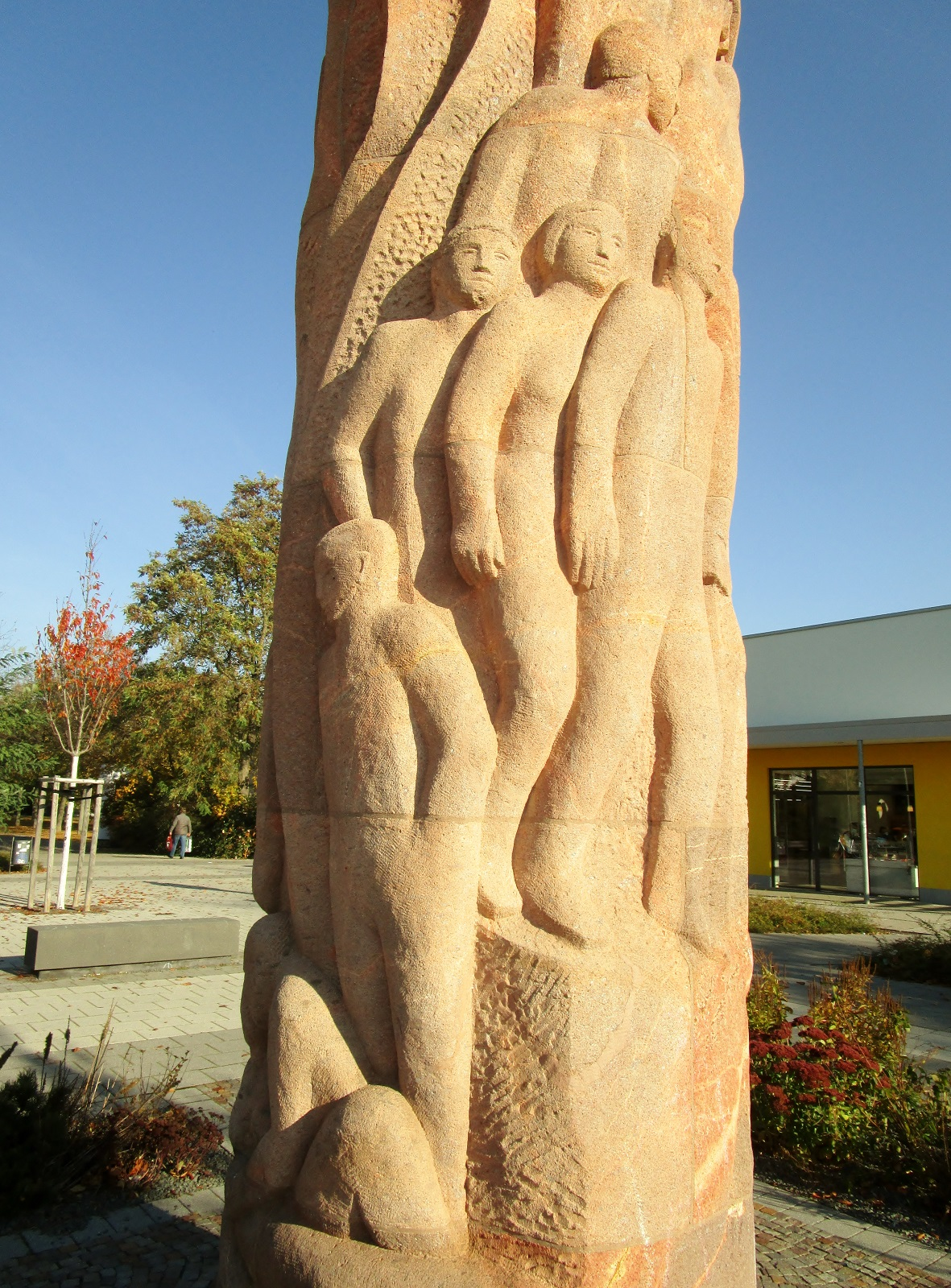
Ausschnitt aus dem Turm der Jugend (2021)

Der nächste, 800 Meter lange Teilabschnitt, liegt in der ab 1976 entstandenen Großsiedlung Grünau, im Ortsteil Grünau-Ost. Die Straßenumbenennung der vormaligen Straße E Block G2 W 5.1 - 5.3 im Wohnkomplex 2 in Alte Salzstraße erfolgte 1977. Dieser weitgehend Fußgängern und Radfahrern vorbehaltene Teilabschnitt verläuft von der Grünauer Allee beziehungsweise dem Quartierszentrum des Wohnkomplexes 2 bis zur Schönauer Straße. An der Alten Salzstraße liegen hier stadtteilprägende Einrichtungen, angefangen von den Läden des Quartierzentrums, dem Grünauer Krug und Ladenzeilen bis zur Spielstätte des Kinder- und Jugendtheaters Theatrium und die beiden nicht-staatlichen Schulen Bischöfliches Maria-Montessori-Schulzentrum und Freie Schule Leipzig, abgesehen von 11-Geschossern in Plattenbauweise (Wohngebäude).
Auf diesem Abschnitt gibt es zudem eine Konzentration von Kunst im öffentlichen Raum. Zu nennen sind die Säule Turm der Jugend, der Fischbrunnen und die Gruppenplastik aus Bronzekunstguss Jugend (Allegorie der Körperkultur). Die Alte Salzstraße kreuzt in diesem Abschnitt eine denkmalgeschützte 4-reihige Lindenallee, die 1911/12 angelegt wurde und ebenfalls dem Rad- und Fußverkehr vorbehalten ist. In einem Abstand von knapp 200 Metern läuft die S-Bahn-Trasse parallel, sodass Zugang zu den beiden S-Bahn-Haltepunkten Grünauer Allee und Allee-Center besteht.

### In Grünau-Mitte, Grünau-Siedlung und Lausen-Grünau

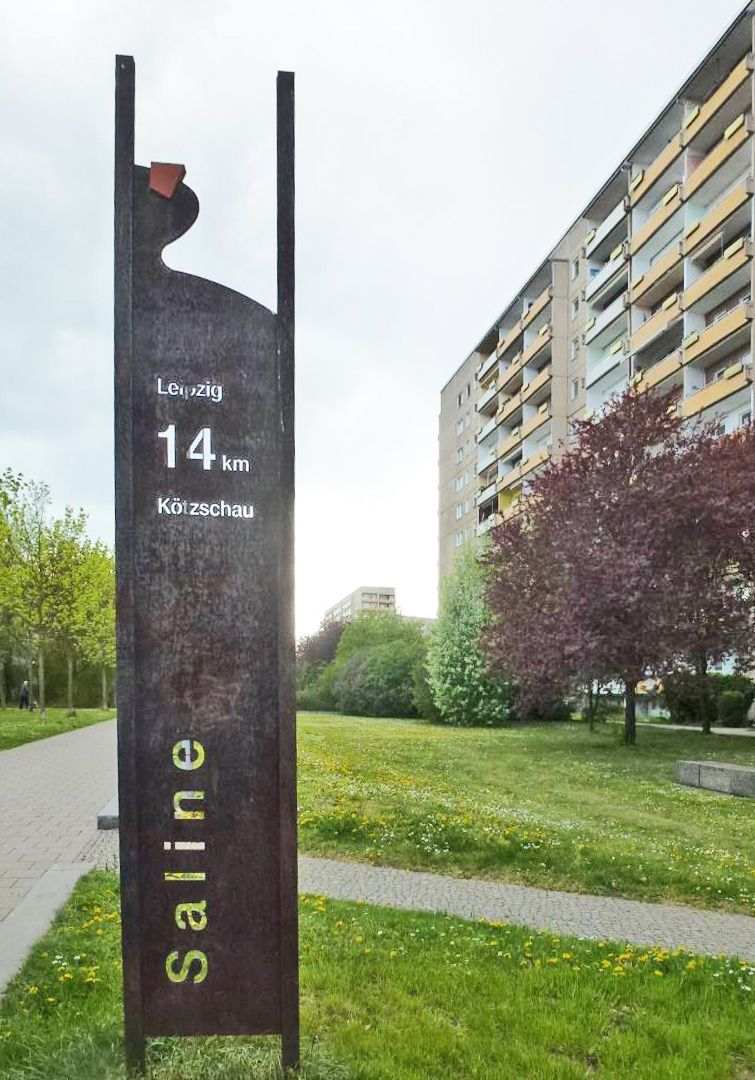
Stele an der Alten Salzstraße in Grünau (2015)

Der längste Teilabschnitt von 2,8 Kilometern Länge schließt sich nicht direkt an, sondern beginnt ein paar hundert Meter weiter südlich (jenseits der S-Bahn-Trasse) an der Schönauer Straße. Er führt durch den heutigen Ortsteil Grünau-Mitte (entspricht dem Wohnkomplex 4 der Großsiedlung), dann folgt der Ortsteil Grünau-Siedlung. Im letztgenannten wurde die Straßenbenennung bereits 1934 vorgenommen (Bebauungsplangebiet Leipzig-Kleinzschocher/Am Lausner Weg). 1978 wurde dann der Beschluss zur Erweiterung der Alten Salzstraße durch den Fußgängerbereich Ost-West-Achse im Wohnkomplex 4 gefasst und 1980 ein weiterer Beschluss zur Benennung und Widmung des westlichsten Abschnitts, der in dem zuletzt errichteten Wohnkomplex 8 der Großsiedlung angelegt wurde. Im Straßenverzeichnis der Stadt Leipzig wird der Name folgendermaßen erläutert: „benannt nach der von den Salinen Dürrenberg und Kötzschau nach Leipzig führenden historischen Salzstraße“.
Auf den 2,8 Kilometern dieses Teilabschnitts steht wiederholt eine robuste Stele „Alte Salzstraße“ aus rostigem Stahl, in der auf die Historie Bezug genommen wird. Auch dieser Teilabschnitt ist dem Fuß- und Radverkehr vorbehalten. In Grünau-Mitte erreicht die Alte Salzstraße nach 400 Metern die querende Stuttgarter Allee. Dieser Bereich ist 2003 zum Markt ausgebaut worden. Hier befindet sich eine Skulptur, die etwas despektierlich als Schnürsenkel bezeichnet wird. Im Zuge der Umbaumaßnahmen wurde im Kreuzungsbereich mit der Stuttgarter Allee ein in Natursteinblöcke eingelassenes Metallband verlegt, das den Verlauf der Alten Salzstraße kennzeichnen soll.
Dort, wo die Häuser An der Alten Salzstraße 127-129 im Rahmen des Stadtumbau Ost abgerissen wurden, befindet sich seit 2008 der Kolonnadengarten Grünau. Er wurde von engagierten Anwohnern (Kolonnadenbeirat) zusammen mit dem Eigentümer und den Architekten entwickelt.
Bei Kilometer 1,0 wird die Gaststätte Alte Salzstraße erreicht. Hier steht eine an das Aussehen einer Postmeilensäule angelehnte Natursteinplastik Alte Salzstraße - Handelstraße von Halle nach Leipzig. Die zirka 3,50 Meter hohe Plastik wurde 1987 aufgestellt und stammt von Hans-Joachim Förster. Bei Kilometer 1,2 wird die Kiewer Straße gequert, es geht an der evangelischen Pauluskirche vorbei und dann durch die Einfamilienhaussiedlung Grünau auf einer teilweise unbefestigten Straße.
Bei Kilometer 2 wird die Krakauer Straße gequert und der Ortsteil Lausen-Grünau erreicht. Es schließen sich die letzten 800 Meter an, die von hoher Plattenhausbebauung geprägt sind. Der Abschnitt endet an der Straße am See, der westlichen Randstraße der Großsiedlung Grünau. Es führt ein Weg zum nahe gelegenen Kulkwitzer See. In den Wohnkomplexen liegt eine dichte Folge von Spielplätzen direkt an der Alten Salzstraße. Durch Rückbaumaßnahmen in den Jahren 2000 bis 2015 ist die Bebauung aufgelockert worden. In diesem Zusammenhang erfolgte im September 2007 der Spatenstich für das Projekt Kolonnaden Alte Salzstraße. Auf der 3.300 Quadratmeter großen Rückbaufläche entstand laut Stadtteilzeitung Grün-As in den darauf folgenden zwölf Monaten ein botanisches Kleinod.

## Bedeutung für den Stadtteil Grünau

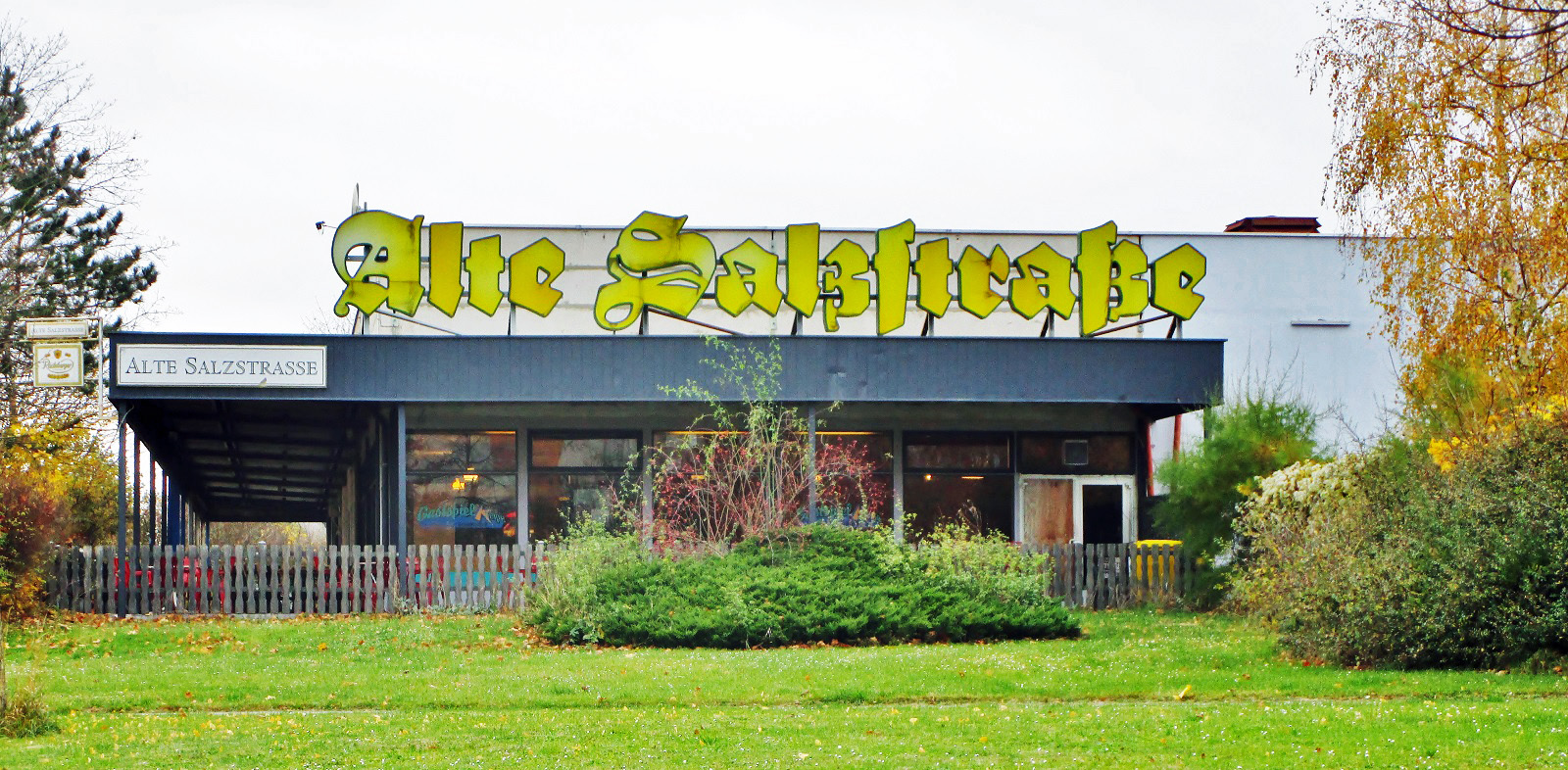
Gaststätte Alte Salzstraße in Grünau-Mitte (2021)

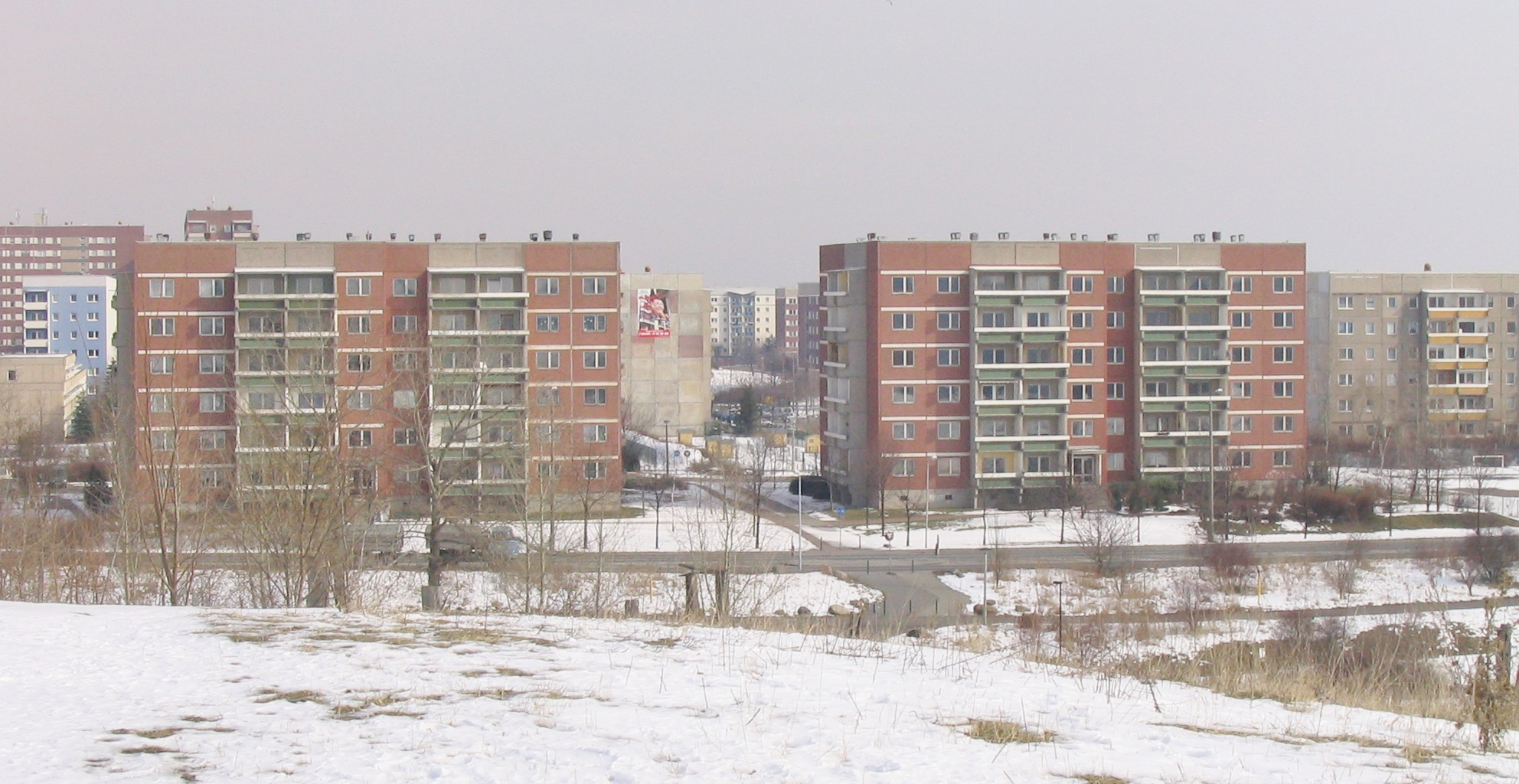
2005: die Alte Salzstraße führt zwischen inzwischen abgerissenen Häusern hindurch

Zur Alten Salzstraße ist am 10. und 11. Mai 1996 im Parkschloss (Robert-Koch-Park) eine Planungswerkstatt durchgeführt worden. Daran haben Bürger, Vertretern von Vereinen, Wohnungsgenossenschaften, der stadteigenen Leipziger Wohnungs- und Baugesellschaft (LWB), Planer und Vertreter städtischer Ämter teilgenommen. Dabei wurden Handlungsempfehlungen mit dem Ziel entwickelt, dem Stadtteil durch Bildung unverwechselbarer Orte, Aufwertung des Wohnumfelds, Schaffung von Aufenthaltsorten mit Bedeutung Identität und Orientierung zu geben.
Es wurde nach Möglichkeiten gesucht, die Verbindung von Grünau mit Plagwitz zu verbessern und noch mehr Kunst und Grün in den Stadtteil zu bringen. Einige der Ideen wurden zwischenzeitlich verwirklicht, andere nicht. Beispielsweise gab es die Idee, ein Portal an der Straße am See zu errichten, durch das die Alte Salzstraße wie durch ein Stadttor geführt wird. Das lässt sich kaum noch verwirklichen, da gerade hier Häuser zurückgebaut wurden. Auch die Idee einer Laserinstallation wurde nicht realisiert.
Die Weiterentwicklung der Alten Salzstraße als Identitäts-, Grün- und Mobilitätsachse ist aber als Maßnahme 2.2.4 im Integrierten Stadtteilentwicklungskonzept Grünau 2030 enthalten. Danach sollen die markanten Wegmarken entlang der Alten Salzstraße Stück für Stück weiter aufgewertet werden, sei es durch Spielplatzsanierungen, Betonung von Kunstelementen oder die Verschönerung der begleitenden Grünanlagen. Ebenso werden die Vernetzungen mit den angrenzenden Quartieren bedarfsgerecht ausgebaut und gestärkt. Die vorhandenen Ansätze beispielsweise aus dem Grünauer Kultursommer sollen hierfür genutzt und weiterentwickelt werden.
700 Meter Alte Salzstraße in 6 Minuten sind im 2016 produzierten, jugendlich frischen Imagefilm Wir sind Grünau zu erleben. Er wurde von dem Leipziger soziokulturellen Zentrum Die Villa mit zahlreichen Akteuren gedreht. Im Abspann werden über 40 Vereine und Einrichtungen genannt, die mitwirkten.

## Überregionale Pläne
Im Internet und in Wikipedia wird von einer überregionalen Initiative in Halle/Saale berichtet, ein ganzes Bündel von Salzstraßen, das von den früheren Salinen über Leipzig nach Prag führte, für eine touristische Nutzung zu beleben. Diese Straßen sind bisher weit weniger bekannt als die von Lüneburg nach Lübeck. Daneben gibt es noch die Idee, den Elster-Saale-Radweg über die Alte Salzstraße zu führen. Dieser endet bisher, auf der ehemaligen Bahntrasse der stillgelegten Bahnstrecke Leipzig-Plagwitz–Pörsten angelegt, von außen kommend in Lausen an der Leipziger Stadtgrenze.

## Kritik
In einem Artikel in der Stadtteilzeitung Grün-As ist der Hype um die Alte Salzstraße als eine Idee der Planer ohne wirklichen historischen Bezug kritisiert und dabei auch die Verlegung der früheren Lützner Straße nach Norden geleugnet worden. Demgegenüber stehen die Karte im Abschnitt Geschichte sowie Äquidistantenkarten und Messtischblätter zwischen  1879 und 1940, auf denen der alte Verlauf festgehalten ist und der bereits ab 1923 als Alte Salzstraße bezeichnet ist.

## Sonstiges
- Die alte Lützner Straße war auch eine Heerstraße. Über sie sind unter anderem die Landsknechte im Dreißigjährigen Krieg zur (Schlacht bei Lützen) gezogen.
- Johann Wolfgang von Goethe, der in Leipzig studierte, hat diese Straße ebenfalls noch genutzt und auf sie im Faust in der Szene in Auerbachs Keller Bezug genommen.[20]
- Im Norden von Leipzig gibt es noch eine weitere, aus Halle kommende, Alte Salzstraße, aber ohne amtlichen Straßennamen. Sie ist am südlichen Waldrand des Tannenwalds im Leipziger Ortsteil  Lindenthal noch gut erkennbar.